# Omonazionalismo
Omonazionalismo è un termine creato unendo i termini omosessualità e nazionalismo che descrive l'associazione favorevole tra un tipo di ideologia nazionalista e le persone LGBT o dei loro diritti.
Il termine fu originariamente proposto dalla ricercatrice in studi di genere Jasbir K. Puar per riferirsi ai processi per cui certi poteri si allineano con le rivendicazioni del collettivo LGBTI con il fine di giustificare posizioni eterofobe, razziste e xenofobe, specialmente contro l'Islam, supportandole con i pregiudizi che le persone migranti debbano essere forzatamente omofobe e che la società occidentale sia completamente egualitaria. Così, si fa uso della diversità sessuale e dei diritti LGBT  per sostenere posizioni contrarie all'immigrazione, strumentalizzazione sempre più comune tra i partiti di estrema destra.
Le principali critiche a questo fenomeno si concentrano nell'uso parziale e settario che si fa del movimento LGBT, per nascondere fini basati sull'Intolleranza, dimenticando l'omofobia e la mancanza di una effettiva uguaglianza nella società occidentale nel suo insieme. Questa falsa idea di uguaglianza si suole rappresentare in forma simbolica per l'accesso al matrimonio egualitario, eteronormalizzando le relazioni tra le persone del collettivo LGBTI e favorendo posizioni sciovinistiche per il proprio Paese e diffidenti verso persone provenienti da quei paesi che non hanno regolato alcun tipo di riconoscimento delle coppie dello stesso sesso o che criminalizzano l'omosessualità, fondamentalmente verso i musulmani.
Bruno Perreau ha criticato le premesse dell'argomentazione di Puar. Pur concordando con la sua critica delle affermazioni nazionaliste di alcuni gruppi LGBT, egli dimostra che Puar idealizza quelli che lei chiama "soggetto razzializzato sessualmente non normale". Perreau spiega che "la decostruzione delle norme non può essere dissociata dalla loro riproduzione". Jason Ritchie ha anche criticato alcuni dei modi in cui l'omonazionalismo è stato usato, specialmente come teoria totalizzante.